# 法布里科
法布里科（義大利語：Fabbrico），是意大利雷焦艾米利亚省的一个市镇。总面积23平方公里，人口6705人，人口密度291.5人/平方公里（2009年）。ISTAT代码为035021。